# Zoothera dixoni
Zoothera dixoni е вид птица от семейство Turdidae.

## Разпространение
Видът е разпространен в Бутан, Виетнам, Индия, Китай, Лаос, Мианмар, Непал и Тайланд.